# Robert Vancea
Robert Dumitru Vancea (n. 28 septembrie 1976, Craiova, România) este un fost fotbalist român, care a evoluat pe postul de mijlocaș.